# Manuel Gómez Pereira
Manuel Gómez Pereira (Madrid, 8 dicembre 1953) è un regista e sceneggiatore spagnolo.
Nel 1996 il suo film Boca a boca è stato candidato al Premio Goya per il miglior film.

## Filmografia parziale
- Nos va la marcha (1979)
- Salsa rosa (1992)
- Perché chiamarlo amore quando è solo sesso? (¿Por qué lo llaman amor cuando quieren decir sexo?) (1993)
- Todos los hombres sois iguales (1994)
- Boca a boca (1995)
- El amor perjudica seriamente la salud (1996)
- Tra le gambe (Entre las piernas) (1999)
- Off Key (2001)
- ¡Hay motivo! (segmento "Yak-42") (2004)
- Cosas que hacen que la vida valga la pena (2004)
- Reinas - Il matrimonio che mancava (Reinas) (2005)
- El juego del ahorcado (2008)
- Desconectados (2010) documentario
- La ignorancia de la sangre (2014)